# Donja Purgarija
Donja Purgarija es una localidad de Croacia en el municipio de Klinča Sela, condado de Zagreb.

## Geografía
Se encuentra a una altitud de 223 m s. n. m. a 33,1 km de la capital nacional, Zagreb.

## Demografía
En el censo 2011, el total de población de la localidad fue de 123 habitantes.
Según estimación 2013 contaba con una población de 123 habitantes.